# 垣花正
垣花 正（かきはな ただし、1972年〈昭和47年〉1月1日 - ） は日本のフリーアナウンサー。妻は声優の西田裕美。身長177cm。

## 来歴・人物
名前の「正（ただし）」は、正月生まれであることから。愛称は「カッキー」。一時期「モアイ垣花」「たらこ屋の正ちゃん」「ニッポン放送の中継王」とも呼ばれた。昼番組を担当し始めた1998年頃からカッキラーマと愛称された。
出生当時、沖縄が本土返還前であったことから「琉球生まれ」「帰国子女」と称している。
学生時代は欽ちゃん劇団に1期生として半年間所属し、芸能人のあさりどと同期で第1回公演に泥棒役で出演したが、ご法度とされる下ネタを行い退団したと語る。欽ちゃんファミリーの一員とされることもある。
『垣花正のオールナイトニッポン』を経て1995年11月から放送した『ゲルゲットショッキングセンター』のアシスタントを「LF COOL K」（通称クールK、LL Cool Jに由来）のマイクネームで担当し、髪型もモヒカンにするなど奇抜な格好で出演し、中高生などから絶大な支持を得た。1999年3月の番組終了後も1999年9月まで夜帯の番組で「LFクールK」のマイクネームを使い続けた。
2003年から『垣花正のニュースわかんない!?』のパーソナリティを担当して森永卓郎と共演し、2005年4月以降は放送枠を平日の早朝に移して、森永とともに『森永卓郎 朝はニッポン一番ノリ!』『森永卓郎と垣花正の朝はニッポン一番ノリ!』のパーソナリティを務めた。2007年10月1日スタートの『垣花正のあなたとハッピー!』にて、単独でパーソナリティに復帰する。以後はフジテレビをはじめ、在京民放テレビ局の番組にも随時出演した。
『アッコのいいかげんに1000回』に2001年4月7日から第3代のアシスタントとして出演し、2019年3月30日放送分で、ニッポン放送の退職と和田が在籍するホリプロ所属のフリーアナウンサーへ転身を発表した。
2019年3月31日付でニッポン放送を退職した後に、4月1日からホリプロに所属する。『垣花正のあなたとハッピー!』『アッコのいいかげんに1000回』など、ニッポン放送で番組出演を続け、同年9月30日から2021年3月25日まで『バラいろダンディ』(TOKYO MX) で月 - 木曜のMCを担当した。TOKYO MXでは、2021年4月から『バラいろダンディ』に替わって『5時に夢中』の全曜日でメインMCを務める。
ニッポン放送在職時に、裏送り向けで制作されたプロ野球中継のベンチリポートを経験したが、スポーツアナウンサーとして本格的に活動する機会はなかった。2021年から上記生放送番組へ出演し、DAZNでプロ野球中継の実況を担当し、3月7日にオープン戦の横浜DeNAベイスターズ対オリックス・バファローズ戦（横浜スタジアム）中継で実況デビューした。4月10日から『プロ野球ニュース』（フジテレビONE）で試合結果のナレーションを担当し、9月4日放送で初MCを務める。
2023年7月29日に体調不良で『アッコのいいかげんに1000回』を欠演し、30日に突発性難聴と診断されたことを明かす。

## エピソード
- 沖縄県立宮古高等学校時代は「目立とう」の精神が旺盛で、本人曰く、みんなの集まりがある度に率先して前に出て服を全て脱ぎ捨て先生の物真似などをやったり笑わせるようなひょうきん者だったという[1]。一方で中学生の頃は、本人曰く「威張り過ぎて」クラスで2か月くらい無視された経験があり、その反省から「どんな形でもいじられる方がうれしい」と考えるようになったと語る[6]。
- 少年時代はラジオ好きで、雑誌『ラジオパラダイス』（三才ブックス）が愛読書の1つだった。有名人もまずラジオパーソナリティとして知ることが多かったという。ただ本人曰く「宮古島は情報が入って来にくい所だった」ということで、なめ猫がおニャン子クラブだと混同して覚えていた。「猫に会員番号なんかないし、どう見ても人間の女の子の名前だな」と考えて、やっと気付いたとの事[7]。
- 高校1年生の夏休みの時に早稲田大学の自己推薦制度を見つけて知り、そこから試験の評点を上げる努力をしたり、生徒会活動でも頑張って評価を上げるため生徒会長も務めていた。受験勉強しながら推薦入試の準備もしていたことから「端から学力試験は捨てていた」とも話している[1]。自己推薦入試で早稲田大学（夜間部である社会科学部）に入学し、4年間大学の寮（田無市、現在の西東京市）にいた。
- 大学卒業後の進路について、両親は沖縄に戻ることを望んでいたが、東京での就職を希望していた。就職活動時は両親に内緒でニッポン放送を受験し、内定を得た[1]。ラジオ局の他に在京テレビ局の入社試験も受けたが、日本テレビは書類選考の時点で不合格、フジテレビ、テレ朝は最終選考まで残ったが不採用だった。
- 『HOT'n HOT お気に入りに追加!』でゲストとして訪れた五木寛之が垣花を気に入って、五木が出演するTBSラジオの『五木寛之の夜』に出演を頼まれたことがあった。五木とはその後、2012年10月15日の『垣花正のあなたとハッピー!』で再び共演している[8]。
- ニッポン放送同期入社の社員に俳優の渥美清（本名・田所 康雄）の息子、田所健太郎がいる。 当時の入社式では新入社員の親も同席させる習慣があり、田所健太郎の父である渥美が隣の席に座っていたので  垣花の両親ともども「寅さん!?」と大変驚いた。
- 2007年10月1日、『あなたとハッピー!』の初回放送分のタイトルコールの前に、突然『HOT'n HOT お気に入りに追加!』でアシスタントとして共演していた声優の西田と結婚することを発表[9]した。2007年12月に結婚し、2008年4月6日に結婚披露宴を催した。披露宴の司会は後輩アナウンサーの増田みのりが務めた。
- 2014年9月13日、『ニッポン放送開局60周年記念 カッキ―・欽ちゃんの夢列車ルンルン欽ちゃん裸踊りニッポン放送ハッピー歌謡祭』でかつての師匠だった萩本欽一とメイン司会を務める。
- ニッポン放送時代に、寝坊で安室奈美恵のインタビューをすっぽかし、上司に激怒されたことがある。後日聞いたところによると、安室は垣花が担当者だったことすら知らぬまま仕事を終え機嫌よく帰っていったという。
- 横浜DeNAベイスターズの大ファン。
- 占い（姓名判断と四柱推命、子平推命、宿曜占い）を得意としており、自身が司会を務める番組内で度々披露している[10][11]。
- 独身時代に競馬に熱中して800万円ほど借入れ、一時は消費者金融から取り立ての電話が鳴り止まない時期があり、現場でタモリに借金の依頼を思案した[12]。状況を見かねたニッポン放送で同期の社員が借金を全額立て替えたが、代わりに給与振込口座はその社員の管理となり、給与から借金返済分の金額を天引きされた[13]。借金は2019年時点で既に完済しているが、預貯金口座は全て妻の管理下にあり現金は一切持たせてもらえず電子マネーで生活している[12]。
- LF COOL K時代は髪型をモヒカンにしていたが、増毛し、担当番組内でカミングアウトした[14]。以降、たびたび自虐ネタにしている[15]。増毛の施術を行ったスヴェンソン[16]が垣花の出演番組のスポンサーに名を連ねることもある（「5時に夢中!」「あなたのハッピー!」など）。

## 担当番組

### 現在
テレビ
- 5時に夢中!（2021年4月1日 - 、TOKYO MX） - 月曜〜金曜MC
  - 宣伝に夢中!（2025年4月13日 - TOKYO MX） - MC
- プロ野球ニュース（2021年4月10日 - 、フジテレビONE） - 試合結果VTRのナレーション、MC

ラジオ
※いずれもニッポン放送の制作で、同局のアナウンサー時代から出演。
- 垣花正 あなたとハッピー! 月曜〜木曜
- ゴッドアフタヌーン アッコのいいかげんに1000回（アシスタント）土曜日
- 高田文夫のラジオビバリー昼ズ（ラジオリビング担当）
- 看板娘ホッピー・ミーナの HOPPY HAPPY BAR（アシスタント）
- ももいろクローバーZ ももクロくらぶxoxo（不定期、イベント放送回の番組進行）

### 過去

#### ニッポン放送アナウンサー時代
- 垣花正のオールナイトニッポン（1994年10月 - 1995年8月）
- ゲルゲットショッキングセンター（1995年11月 - 1999年3月）
- タモリの週刊ダイナマイク（『音楽相撲・土俵でドン!』コーナー進行役。週刊ダイナマイクとしての最終回となった2005年3月27日放送分にも吉田尚記の代役として出演した）
- 海砂利水魚のディスコ・ザ・ガマ（アシスタント、クールK名義）
- マル金チャレンジランド（1990年代後半頃放送、「LFクールK」として）
地上波のV6のallnightnippon SUPER!のインターネット放送、ネット局用の差し替え番組。
- LFクールKのフライデーウルトラカウントダウン（1998年4月 - 1999年3月）
- LFクールKのLF+Rフライングビート（1999年4月 - 1999年9月）
- ナインティナインのオールナイトニッポン（1999年9月16日にゲスト出演）
- テリーとうえちゃんのってけラジオ（1998年3月 - 2002年9月、レポーター）
- テリー伊藤のってけラジオ（出演期間は2002年10月 - 2003年3月、初代特捜班キャップ）
- 高嶋ひでたけのお早よう!中年探偵団（2004年3月19日終了、フラッシュジャーナルのみ）
- 垣花正のニュースわかんない!?（2003年3月31日 - 2004年3月26日）
- HOT'n HOT お気に入りに追加!（2004年3月29日 - 2005年3月25日）
- HOT'n HOT もうすぐお気に入りに追加!（2004年10月 - 2005年3月25日）
- Dreamin' Night（2004年10月 - 2005年3月）
- junieなフライデー （2004年10月 - 2005年3月）
- 垣花正のブロードバンド!ニッポン（木曜日）
- 浅倉南のオールナイトニッポン（2004年9月29日、アシスタント）
- 朝はニッポン一番ノリ!
  - 森永卓郎 朝はニッポン一番ノリ!（2005年3月28日 - 2006年3月31日、森永卓郎とダブルパーソナリティ）
  - 森永卓郎と垣花正の朝はニッポン一番ノリ!（2006年4月3日 - 2007年9月28日、森永卓郎とダブルパーソナリティ）
- アミューズメントワールド（2005年8月6日 - 2007年9月29日、地方局向け裏送り）
- 峰竜太と森永卓郎と垣花正の男はつらいよリクエスト（2006年8月21日）
- 小泉里子 恋する時間（2006年10月7日 - 2007年3月31日、タイトルコール、提供クレジット紹介のみ）
- オールナイトニッポンアゲイン（2006年10月8日 - 2007年4月1日、提供クレジットの紹介のみ）
- 垣花正のサウンドコレクション（2007年ナイターシーズン不定期特番、日曜日以外の野球中継がない日の18:03 - 21:00、日曜日は山本剛士が担当）
- FNS音楽特別番組 上を向いて歩こう 〜うたでひとつになろう日本〜（2011年3月27日、フジテレビと同時生放送。ラジオ中継進行）
- ラジオ・チャリティー・ミュージックソン（1996年・2012年・2013年、アシスタント）
- 欽ちゃんの「ねぇ！」今夜も言ってみよう（パーソナリティは萩本欽一）（日曜19:30 - 20:30）※月1回
- RADIO MJ〜マーケティング最前線〜
- BUZZ SHANGHAI（ナレーション）
- 西川貴教のオールナイトニッポン
- ゆずの@llnightnipponSUPER!
- 知ってる24時
- 東貴博の電話でGO!GO!
- 坂崎幸之助と吉田拓郎のオールナイトニッポンGOLD（不定期出演）
- カッキーケムケム 突然ですが、お邪魔いたします
- ゆずのオールナイトニッポンGOLD（不定期出演）
- ありがとう50周年!垣花正と新内眞衣のオールナイトニッポンミュージックリクエスト（2018年9月28日、パーソナリティ[17]）
- FlowBackのFlow it Back（ナレーション）
- うつみ宮土理のおしゃべりしましょ（2014年10月5日 - 2023年9月29日、アシスタント）[18]

##### 在職中に出演した他局の番組
テレビ
- アンドロイド・アナMAICO2010（WOWOW） - アニメ版オープニング（ナレーション）
- FNNスーパーニュース（フジテレビ）
- DAIBAッテキ!（フジテレビ）
- いつかまた逢える（フジテレビ）
- WITH LOVE（フジテレビ） - ニッポン放送社員 役
- 和田アキ子 特別企画ドラマ ザ・介護番長（TBSテレビ） - 郵便局員 役
- 和田アキ子殺人事件（TBSテレビ） - ビデオ編集スタッフ 役
- ドラリオンニュースネットワーク （2007年　フジテレビ） - ナレーション
- みゅーじん（2008年3月2日、テレビ東京） - 佐々木秀実を特集した回に『あなたとハッピー!』生放送中の風景として登場

映画
- F (エフ)（松竹映画）

#### フリーアナウンサーへの転身後
テレビ
- バラいろダンディ （2019年9月30日 - 2021年3月25日、TOKYO MX） ※転身の直後から不定期で出演
- 日曜ゴルフっしょ!（2020年7月5日 - 2021年3月28日、テレビ東京） - ナレーション

ラジオ
- ザ・フォーカス〜フライデースペシャル（2019年10月 - 2020年6月、ニッポン放送）
- ラジオ・チャリティー・ミュージックソン（2023年12月24日、ニッポン放送） -アシスタント。 昼から夕方の時間帯を担当
- ももいろクローバーZのオールナイトニッポンGOLD （2023年5月12日、ニッポン放送） - 司会進行
- 中森明菜 オールタイムリクエスト（2023年12月17日、ニッポン放送）※ミッツ・マングローブと共にパーソナリティー[19]
- 伊集院光のちょいタネ（2024年4月15日 - 19日、ニッポン放送） - パートナー
- 垣花・羽鳥・藤井のフリーなラジオ（2024年12月10日･12月13日、ニッポン放送）
- 中森明菜のオールタイムリクエスト（2024年12月15日、ニッポン放送）※中森明菜、ミッツ・マングローブと共にパーソナリティー[20]
- 矢沢永吉ソロ50周年記念 TOKYO FM×ニッポン放送 スペシャルコラボ番組『矢沢永吉 I'm Happy』（2025年5月6日、TOKYO FM・ニッポン放送〈2局同時放送〉） - アシスタント[21]

## CM
- 東京トヨペット
- ニッポン放送ブランディア
- クレモナ
- 松井カレー
- スヴェンソン

## イベント
- ももいろクローバーZ ももクロくらぶxoxo バレンタイン DE NIGHT だぁ〜Z!

## 書籍
- 『人は出会いが100％ 縁をチャンスに変える究極のポジティブ思考法』KADOKAWA、2024年12月16日。ISBN 978-4-0473-8079-0。[22]

## その他
- ナインティナインのオールナイトニッ本（CD2枚目のタイトルコール）